# Rozsnyói püspökök listája
Az alábbi lista a Rozsnyói egyházmegye püspökeinek névsorát tartalmazza.
| Név                                     | Funkció kezdete      | Funkció vége           | Megjegyzés                    |
| --------------------------------------- | -------------------- | ---------------------- | ----------------------------- |
| Galgóczy János                          | 1776. január 15.     | 1776. április 6.       | beiktatása előtt elhunyt      |
| Révay Antal                             | 1776. április 19.    | 1780. június 25.       | nyitrai püspökké nevezték ki  |
| Andrássy Antal                          | 1780. december 17.   | †1799. november 12.    |                               |
| Üresedés                                | 1799                 | 1801                   |                               |
| Szányi Ferenc                           | 1801. május 29.      | †1810. március 29.     |                               |
| Esterházy László                        | 1810. december 19.   | †1824. szeptember 11.  |                               |
| Üresedés                                | 1814                 | 1825                   |                               |
| Lajcsák Ferenc                          | 1825. augusztus 21.  | 1827. október 8.       | nagyváradi püspökké kinevezve |
| Üresedés                                | 1827                 | 1828                   |                               |
| Scitovszky János                        | 1828. január 21.     | 1839. február 18.      | pécsi püspökké kinevezve      |
| Üresedés                                | 1839                 | 1840                   |                               |
| Zichy Domonkos                          | 1840. augusztus 19.  | 1842. február 20.      | veszprémi püspökké kinevezve  |
| Üresedés                                | 1842                 | 1844                   |                               |
| Bartakovics Béla                        | 1844. szeptember 22. | 1850. április 2.       | egri érsekké kinevezve        |
| Kollárcsik István                       | 1850. április 2.     | †1869. július 18.      |                               |
| Üresedés                                | 1869                 | 1872                   |                               |
| Schopper György                         | 1872. január 17.     | †1895. április 10.     |                               |
| Üresedés                                | 1895                 | 1896                   |                               |
| Ivánkovics János                        | 1896. november 22.   | 1904. október 15.      | funkciójából elmozdítva       |
| Üresedés                                | 1904                 | 1905                   |                               |
| Balás Lajos                             | 1905. október 17.    | † 1920. szeptember 18. |                               |
| Üresedés                                | 1920                 | 1925                   |                               |
| Csárszky József apostoli adminisztrátor | 1925                 | 1925                   |                               |
| Bubnics Mihály                          | 1925. december 8.    | †1945. február 22.     |                               |
| Üresedés                                | 1945                 | 1990                   |                               |
| Róbert Pobožný apostoli adminisztrátor  | 1949. július 25.     | †1972. június 9.       |                               |
| Eduard Kojnok                           | 1990. február 14.    | 2008. december 27.     | nyugalomba vonult             |
| Vladimír Filo                           | 2008. december 27.   | †2015. augusztus 18.   |                               |
| Stanislav Stolárik                      | 2015. március 21.    |                        |                               |